# Nikola Pokrivač
Nikola Pokrivač (26. listopadu 1985 Čakovec – 18. dubna 2025 Karlovac) byl chorvatský fotbalista, který hrál jako záložník.
Byl reprezentantem Chorvatska, hrál na Mistrovství Evropy 2008. Za reprezentaci odehrál celkem 15 zápasů, gól nevstřelil.
Mimo Chorvatsko hrál ve Francii, Rakousku, Kazachstánu a Izraeli. V sezóně 2009/10 vyhrál s Red Bull Salzburg titul rakouské Bundesligy.
V roce 2015 byl nucen kvůli onemocnění ukončit profesionální kariéru a fotbal hrál na amatérské úrovni.
Zemřel 18. dubna 2025 ve věku 39 let při autonehodě, poté, co se vracel z tréninku.